# Eleoscytalopus
Eleoscytalopus é um gênero de aves passeriformes composto por duas espécies encontradas exclusivamente na Mata Atlântica no Brasil. Inicialmente foram incluídas no gênero Scytalopus, mas estudos genéticos posteriores levaram à criação do novo gênero.

## Espécies
- Macuquinho (Wied-Neuwed, 1831)[1]
- Macuquinho-baiano (Teixeira & Carnevalli, 1989)[1]